# Jens Atzorn
Jens Atzorn (* 1976 in München) ist ein deutscher Schauspieler.

## Leben
Der Sohn des Schauspielerpaares Robert Atzorn und Angelika Hartung absolvierte seine Ausbildung an der Schauspielschule Zerboni in Grünwald.
Sein Filmdebüt gab er in Tigermännchen sucht Tigerweibchen von Michael Kreihsl. 2002 war er in der romantischen Komödie Ich schenk dir einen Seitensprung neben Markus Knüfken, Muriel Baumeister und Dominique Horwitz und in der Tatort-Folge Undercover zu sehen. Es folgte die Hauptrolle in dem Kurzfilm Männlich, ledig, jung sucht.... 2005 spielt er als Oberleutnant Christopher Büchner an der Seite seines Vaters und Iris Berbens in Thomas Bohns Das Kommando. In der Fernsehserie Der Fürst und das Mädchen übernahm er den Part des Norbert Söhnlein. In Wir Weltmeister – Ein Fußball-Märchen spielte Jens Atzorn 2006 den Max. Im gleichen Jahr stand er neben Tanja Wedhorn, Matthias Habich und Heinz Hoenig für die Serie Schuld und Unschuld von Marcus O. Rosenmüller vor der Kamera. 2010 wirkte er in The Night Father Christmas died mit, der beim Kinofest Lünen als Bester Kurzfilm ausgezeichnet wurde und für den Studentenoscar nominiert war. 2011 dann war er an der Seite von Heide Keller, Siegfried Rauch und Inka Bause zu sehen in Das Traumschiff: Bali.
2001 erhielt Jens Atzorn den Lore-Bronner-Preis. Er war von 2006 bis 2009 Ensemblemitglied des Nationaltheater Mannheim und ist seit 2011 am Residenztheater München fest engagiert. Seit Anfang 2019 besetzt er die Hauptrolle des Elias Decker in der Sat1-Serie Der Bulle und das Biest.

## Filmografie (Auswahl)
- 2001: Tigermännchen sucht Tigerweibchen
- 2002: Retro (Kurzfilm)
- 2002: Geht nicht, gibt’s nicht!
- 2002: Ich schenk Dir einen Seitensprung
- 2002: Tatort – Undercover
- 2004: Männlich, ledig, jung sucht... (Kurzfilm)
- 2004: Das Kommando
- 2005: Der Fürst und das Mädchen
- 2005: SOKO Wismar – Brautvater
- 2006: Wir Weltmeister – Ein Fußball-Märchen
- 2007: Schuld und Unschuld
- 2010: Der Bergdoktor – Böses Erwachen
- 2010: The Night Father Christmas Died (Kurzfilm)
- 2011: Stadtgeflüster – Sex nach Fünf
- 2011: Tatort – Jagdzeit
- 2011: Die Rosenheim-Cops – Der Preis der Schönheit
- 2011: Utta Danella – Liebe mit Lachfalten
- 2011: Stilles Tal
- 2011: Viva Berlin!
- 2011: SOKO 5113 – Die Tote des Monats
- 2012: Das Traumschiff – Bali
- 2012: Der Staatsanwalt – Die Toten im Weinberg
- 2012: Ein Drilling kommt selten allein
- 2012: Die Garmisch-Cops – Das Harz in der Suppe
- 2013: Rosamunde Pilcher – Eine Frage der Ehre
- 2013: Notruf Hafenkante – Versuchungen
- 2013: SOKO Donau – A schene Leich
- 2014: Heiter bis tödlich: Alles Klara – Letzte Runde Lotussitz
- 2014: Vier Drillinge sind einer zu viel
- 2015: Der Bergdoktor – In der Fremde
- 2015: Der Alte – Alpenglühen
- 2015: Uli Hoeneß – Der Patriarch
- 2016: SOKO München- 24h
- 2016–2021: Lena Lorenz
- 2016: Inga Lindström – Gretas Hochzeit
- 2016: Dr. Klein – Herzschmerzen
- 2016, 2024: In aller Freundschaft – Gravitation, Außer Atem
- 2016: Im Nesseltal (Kurzfilm)
- 2016: Avalanche
- 2017: Die Bergretter – Entscheidung im Eis
- 2018: Die Toten von Salzburg – Zeugenmord
- 2018: Hubert und Staller – Der Pferdeflüsterer
- 2018: Rosamunde Pilcher – Wo Dein Herz wohnt
- 2018: Morden im Norden – Über den Tod hinaus
- 2018: Cecelia Ahern – Dich zu lieben
- 2019: Der Bulle und das Biest
- 2021: Das Kindermädchen – Mission Kanada
- 2021: SOKO Stuttgart – Der tote Graf
- 2021: Der Staatsanwalt – Spiel mit dem Feuer
- 2021: Watzmann ermittelt – Weihnachtsmänner im Sommer
- 2021: Der Beischläfer, Staffel 2
- 2021: In aller Freundschaft – Die jungen Ärzte – Adventskind
- 2022: SOKO Linz – Battle of Bytes
- 2022: Stubbe - Ausgeliefert
- 2024: WaPo Bodensee – Der Unbestechliche
- 2025: SOKO Potsdam: Bombenstimmung

## Auszeichnungen
- 2001: Lore-Bronner-Preis